# Olaf Bitzka
Olaf Bitzka (* 15. März 1962) ist ein ehemaliger deutscher Fußballspieler. In der höchsten Spielklasse des DDR-Fußballs, der Oberliga, spielte er für den FC Vorwärts Frankfurt (Oder) und Stahl Eisenhüttenstadt.

## Fußball-Laufbahn

### FC Vorwärts Frankfurt (Oder)
Bitzka wuchs in der Niederlausitzer Stadt Spremberg auf und spielte dort bis zu seinem 16. Lebensjahr bei Turbine Spremberg Fußball. 1978 wurde er zum Spitzenclub der DDR-Armeesportvereinigung, dem FC Vorwärts Frankfurt (Oder) delegiert. In Frankfurt absolvierte Bitzka eine Lehre zum Fahrzeugschlosser und spielte beim FC Vorwärts (FCV) zunächst in der Juniorenoberligaelf und danach in der Nachwuchsoberligamannschaft. Am Titelgewinn des FCV in dieser Spielklasse 1981/82 hatte er mit 26 Spielen (ein Tor) als Stammspieler einen erheblichen Anteil.
Als die Nachwuchsoberliga 1983 aufgelöst wurde, spielte Bitzka in der Saison 1983/84 mit der 2. Mannschaft in der drittklassigen Bezirksliga Frankfurt. Nachdem der FCV II im Sommer 1984 in die DDR-Liga aufgestiegen war, wurde 1,81 Meter große Bitzka erneut für diese Mannschaft nominiert, wurde aber auch schon gegen Saisonende 1984/85 in fünf Oberligaspielen der 1. Mannschaft eingesetzt. Sein Debüt in der Oberliga gab Bitzka am 20. März 1985 in der Begegnung des 17. Spieltages FCV – Chemie Leipzig (3:1) als Vorstopper. Seine meisten Oberligaspiele für den FCV bestritt er in der Saison 1985/86 mit 21 Einsätzen, hauptsächlich als linker Verteidiger. 1986/87 fiel er wieder in die Rolle des Ersatzspielers zurück. Er spielte elfmal in der Oberliga, stand aber nur in sieben Begegnungen in der Startelf. Nachdem er in der Hinrunde der Spielzeit 1987/88 lediglich zwei Partien als Mittelfeldspieler bestritten hatte, in denen er zudem jeweils ausgewechselt wurde, wurde er Ende 1987 beim FC Vorwärts Frankfurt entlassen. In seinen vier Spielzeiten beim Armeeklub, bei dem er zuletzt den Dienstgrad eines Oberfeldwebels bekleidet hatte, war er zu 39 Oberligaeinsätze gekommen, ohne ein Tor zu erzielen.

### Stahl Eisenhüttenstadt
Nach einem kurzen Intermezzo bis zum Sommer 1988 beim Bezirksligisten BSG Chemie PCK Schwedt schloss sich Bitzka dem Zweitligisten Stahl Eisenhüttenstadt an. Mit 28 von 34 ausgetragenen DDR-Ligapunktspielen und einem Tor gehörte Bitzka als rechter Abwehrspieler und Mannschaftskapitän zum Stamm der Mannschaft, die im Sommer 1989 den Aufstieg in die Oberliga schaffte. Auch in den folgenden Oberligaspielzeiten 1989/90 und 1990/91 war Bitzka mit 22 und 23 Einsätzen wiederum als Verteidiger eine feste Größe innerhalb der Mannschaft, die 1990 überraschend den Klassenerhalt erreichte und 1991, nun schon als Eisenhüttenstädter FC Stahl, nur knapp an der Qualifikation für die 2. Bundesliga scheiterte. Beim ebenso überraschend erreichten letzten DDR-Pokalfinale 1991 (Hansa Rostock – Eisenhüttenstadt 1:0) war Bitzka nicht beteiligt. Dafür wurde er aber am 31. Juli 1991 im Supercup-Halbfinalspiel Eisenhüttenstadt – Werder Bremen (0:1) als Verteidiger eingesetzt. Ab 1991/92 spielte er mit dem EFC Stahl in der drittklassigen Amateuroberliga Nordost. Mit der Pokalfinalteilnahme hatten sich die Eisenhüttenstädter für den Europapokalwettbewerb der Pokalsieger 1991/92 qualifiziert und bestritten zwei Spiele gegen den türkischen Verein Galatasaray Istanbul (1:2, 0:3). Bitzka war in beiden Spielen mit von der Partie, einmal als Mittelfeldspieler, einmal in der Abwehr. Nach Abschluss der Saison 1992/92 beendete Bitzka seine Laufbahn als Fußballspieler im Leistungsbereich. Als Freizeitfußballer spielte er noch 2003/04 für den Verbandsligisten MSV Hanse Frankfurt. 2011 war er noch für die Alten Herren des Frankfurter FC Viktoria 91, dem Nachfolgeverein des FC Vorwärts, aktiv.